# Ribeira das Areias
A Ribeira das Areias é um curso de água português localizado na aldeia da Santo Amaro, concelho das Lajes do Pico, ilha do Pico, arquipélago dos Açores.
A Ribeira das Areias tem origem a uma cota de altitude de cerca de 600 metros nas imediações da Chã do Pelado. A sua bacia hidrográfica procede à drenagem de uma areia que engloba a Chã do Pelado e a Lagoa do Ilhéu.
O seu curso de água que desagua no Oceano Atlântico, fá-lo na costa da localidade de Santo Amaro.